# بخش لیبرتی (یونیون کانتی، اوهایو)
بخش لیبرتی (به انگلیسی: Liberty Township) یک منطقهٔ مسکونی در ایالات متحده آمریکا است که در شهرستان یونیون، اوهایو واقع شده‌است.
 بخش لیبرتی ۹۵٫۱ کیلومتر مربع مساحت و ۱٬۹۴۸ نفر جمعیت دارد و ۳۲۲ متر بالاتر از سطح دریا واقع شده‌است.